# 어머니와 아들
"어머니와 아들"은 1976년에 개봉한 대한민국의 영화이다.

## 캐스팅
- 최은희
- 김진규
- 문정숙
- 이용호
- 전영선
- 나영진
- 노진아
- 신동훈
- 홍윤정
- 김복순
- 손창민
- 최성관
- 이예성
- 전숙
- 백송
- 이승렬
- 장인한
- 김대현
- 장춘언
- 이영호